# 鄒文盛
鄒文盛（1459年—1537年），字時鳴，号黄山，湖廣承宣布政使司荊州府公安縣（今湖北省公安縣）人，明朝政治人物，官至戶部尚書。

## 生平
成化二十二年（1486年）丙午科湖廣鄉試第十六名，弘治六年（1493年）癸丑科會試第五十五名，廷試二甲第三十四名進士，八年四月授吏科給事中，丁憂歸，服闋，十五年二月復除原职，五月遼東巡撫韓重彈劾鎮守中官廖玘，鄒文盛同郎中楊茂仁考察屬實。此後朵顏三衞屢次犯邊，鄒文盛上奏治理對策，深得兵部尚書劉大夏贊許，并轉達給邊疆官員。十五年十二月升刑科右，之後，十八年三月奉命查盘兩廣糧儲，升兵科左。
正德三年（1508年）十月升任戶科都給事中，出爲保定府知府，六年正月升山東左參政，八年正月升福建右布政使，九年正月升雲南左布政使。正德十一年（1516年）五月，以都察院右副都御史，巡撫貴州兼理军务。平定清平苗阿旁、阿階、阿革叛變，十四年七月改任南京都察院右副都御史。
明世宗即位，十六年（1521年）六月召為戶部右侍郎，嘉靖二年十一月升戶部左侍郎，总督仓场，十二月升任南京都察院右都御史，三年九月升南京戶部尚書。嘉靖六年（1527年）四月，秦金罷免，召鄒文盛代任。七年十二月乞歸。十六年七月卒，贈太子少保，諡莊簡。

## 著作
著有《琐围奏议》、《黄山遗稿》等。。
- 《寇公祠饯江编修还蜀》[6]（明·邹文盛）

名在当时虏亦知，北门锁钥寄安危。
摧锋聊试千钧弩，补衮应须五色丝。
奸骨已消炎海瘴，忠魂犹托渭川枝。
雷崖咫尺还相遇，天道分明可再思。

- 《江中凯旋为伍松月赋》[6]（明·邹文盛）

中丞执法统江防，文武才兼孰短长。
石浦昔曾占宅相，松滋今已破天慌。
勤王事业真轰烈，报主忠诚正激昂。
考最不须离信地，殊勋多日纪旂常。 

- 《请给寇公祠祀典疏》[7]（明嘉靖七年）（明·邹文盛）

户部尚书臣邹文盛谨奏，臣原籍湖广公安县，境内有宋臣忠愍（mǐn）莱国公寇准祠堂一区，史志所载，故老所传，盖谓准自雷州丧还，道出公安，邑民插竹迎祭，后复生笋成林，即立庙祭祀。以羽流主祭事，号竹林道院。宋南渡后，孟珙制置荆襄，于道院东南筑书院，以处四方流寓之士，祀准于内，因名竹林书院。理宗亲洒宸（chén）翰，书额赐之，本朝改书院为儒学，而道院仍旧。数百年来邑人岁时致祭，率以为常。臣按宋史本传，准事太宗、真宗，朝为相，忘身殉国，如寿王之立，澶渊之议，是其功之大者，余不能悉数也。及遭谗而死，感民吊祭，能使既斩之竹含生出笋，盖其忠诚义气有以动天地，孚草木，非偶然而之故也。今祠字虽存，而仪文不备，伏望陛下追念忠贤，祭需等项，定立品式，每岁春秋，县官举行祀事，永为定制，实天下为臣子者之大功也（部覆如议行，后有司遵行之）。

- 楹 联：寇公祠（公安县斗湖堤镇）[7] [明·邹文盛]

奸骨已消炎海瘴，忠魂犹托渭川枝。

## 亲属
曾祖鄒仕旻，赠戶部尚書；祖父鄒渙，赠戶部尚書；父鄒镰赠尚書。母易氏。具庆下。
子邹廷泽以父荫任铜仁府知府。
子邹廷济以父荫袭锦衣卫百户；邹廷济后以曾孙邹之有贵封赠太子太保。 
四世孙邹得鲁“举孝廉初仕巢县令”，“以廉能升邵武太守，善政甚多，郡人立有祠庙”。
五世孙邹之有号怀白，万历末荫袭锦衣，升指挥僉事。崇祯 初以都督同知 (从一品)擢锦衣卫东司房掌卫事 。

## 延伸阅读
[在维基数据编辑]
 《國朝獻徵錄·卷之二十九》，出自焦竑《國朝獻徵錄》
 《明史卷一百九十四》，出自《明史》